# Alimena
Alimena est une commune de la province de Palerme dans la région Sicile, en Italie.

## Administration
| Période                                  | Période | Identité | Étiquette | Qualité |
| ---------------------------------------- | ------- | -------- | --------- | ------- |
|                                          |         |          |           |         |
| Les données manquantes sont à compléter. |         |          |           |         |

### Communes limitrophes
Blufi, Bompietro, Gangi, Petralia Soprana, Petralia Sottana, Resuttano, Santa Caterina Villarmosa, Villarosa